# Leuckartiara eckerti
Leuckartiara eckerti is een hydroïdpoliep uit de familie Pandeidae. De poliep komt uit het geslacht Leuckartiara. Leuckartiara eckerti werd in 1985 voor het eerst wetenschappelijk beschreven door Bouillon. 